# John Jordan Crittenden Sen.
John Jordan Crittenden (* 1754 in New Kent, Colony of Virginia; † Mai 1806 in Woodford County, Kentucky) war ein Major in der Kontinentalarmee während des Amerikanischen Unabhängigkeitskrieges und Mitglied im Unterhaus der Regierung Virginias von 1790 bis 1805.

## Leben
Er war Mitglied einer einflussreichen Familie von Politikern und Offizieren der Armee, die bis zum Ende des 19. Jahrhunderts eine große Rolle in der Politik von mehreren Südstaaten spielten.
Crittenden war der Sohn von John Crittenden und Margaret Butler. Am 21. August 1783 heiratete er Judith Harris, Tochter von John Harris und Obedience Turpin. John und Judith bekamen acht Kinder, darunter die späteren Politiker John Jordan Crittenden und Robert Crittenden. Er war Gründungsmitglied der Virginiaabteilung der Society of the Cincinnati.

## Familie
- Robert Crittenden (1797–1834), US-amerikanischer Politiker (Sohn)
- John J. Crittenden (1786–1863), US-amerikanischer Politiker (Sohn)
- Thomas Turpin Crittenden (1825–1905), General der Nordstaaten im Sezessionskrieg (Enkel)
- George Bibb Crittenden (1812–1880), US-amerikanischer General (Enkel)
- Thomas Theodore Crittenden (1832–1909), US-amerikanischer Politiker (Enkel)
- Thomas Leonidas Crittenden (1819–1893), US-amerikanischer General (Enkel)
- John Crittenden Watson (1842–1923), Admiral der United States Navy (Enkel)
- Thomas Theodore Crittenden, Jr. (1863–1938) war Bürgermeister von Kansas City, Missouri zwischen 1908 und 1909 (Ur-Enkel)